# 2020年東京オリンピックのタンザニア選手団
2020年東京オリンピックのタンザニア選手団は、2021年7月23日から8月8日まで日本の東京で開催された2020年東京オリンピックのタンザニア選手団の名簿。

## 選手団
- 人員: 選手 3人
- 開会式旗手:（ボランティア）
- 閉会式旗手: アルフォンス・シンブ

## 種目別選手・スタッフ名簿及び成績

### 陸上
| 選手                 | 種目         | 結果          | 順位     |
| -------------------- | ------------ | ------------- | -------- |
| ガブリエル・ギエイ   | 男子マラソン | 途中棄権      | 途中棄権 |
| アルフォンス・シンブ | 男子マラソン | 2時間11分35秒 | 7位      |
| ファイルナ・マタンガ | 女子マラソン | 2時間33分58秒 | 24位     |